# Maurits Lindström
Tor Gustaf Maurits Lindström, född 10 maj 1932, död 14 november 2009 i Lidingö församling, var en svensk geolog.
Lindström var 1984–1997 professor i allmän och historisk geologi vid Stockholms universitet. Han blev 1985 ledamot av Vetenskapsakademien. Maurits Lindström är begravd på Lidingö kyrkogård.